# Himertosoma imerinum
Himertosoma imerinum là một loài tò vò trong họ Ichneumonidae.